# Радченко Олександр Олексійович
Олекса́ндр Олексі́йович Ра́дченко — український волонтер, учасник російсько-української війни, що відзначився під час російського вторгнення в Україну в 2022 році.

## Життєпис
Олександр Радченко народився 19 жовтня 1976 року в місті Шостка на Сумщині. Після закінчення загальноосвітньої школи в 1994 році вступив до Чернігівського юридичного коледжу, який закінчив в 1999 році. З квітня 1999 року працював юрисконсультом у військовій частині А 1457. Паралельно, з 1999 по 2000 роки навчався в Міжрегіональній академії управління персоналом за спеціальністю правознавство. У травні 2004 року перейшов на посаду юрисконсульта в Товаристві з обмеженою відповідальністю «Стандарт». У березні 2006 року був прийнятий на посаду керівника юридичного відділу Товариства з обмеженою відповідальністю «Регіон-РС». У 2008 році обійняв посаду директора Приватного підприємства «Агенція захисту інтелектуальної власності в Україні». У лютому 2015 року за результатами відкритого конкурсу обійняв посаду голови правління ПАТ «Хімтекстильмаш».

## Нагороди
- орден «За мужність» III ступеня (2022) — за особисті заслуги у захисті державного суверенітету та територіальної цілісності України, мужність і самопожертву у волонтерській діяльності.[1]